# Здание Нижегородской биржи
Здание Нижегородской биржи — памятник градостроительства и архитектуры в историческом центре Нижнего Новгорода. Построено в 1895—1896 годах. Автор проекта — московский архитектор К. В. Трейман.   

## История
Южная сторона Софроновской площади (площадь Маркина) по Рождественской улице к середине XIX века была плотно застроена доходными домами, которые постепенно были выкуплены купцами-промышленниками Фёдором, Аристархом и Николаем Блиновыми. Братья владели в общей сложности пятью каменными зданиями, двумя мукомольными и двумя крупяными заводами в Заволжье.
С 1869 года на площади по проекту Л. В. Даля велось строительство новой Козьмодемьянской церкви. Нижегородский краевед Н. Ф. Филатов писал, что Блиновы тогда же заказали академику проект нового огромного четырёхэтажного корпуса пассажа. Работы задержались из-за отъезда Даля в Москву в 1872 году, а после его перевода на службу в Санкт-Петербургскую Академию художеств строительство продолжил его помощник Д. В. Ешевский. По данным В. В. Краснова из книги «Благотворительность в купеческом Нижнем» автором проекта здания являлся петербургский архитектор А. К. Бруни, а непосредственно строил здание местный архитектор Р. Я. Килевейн.

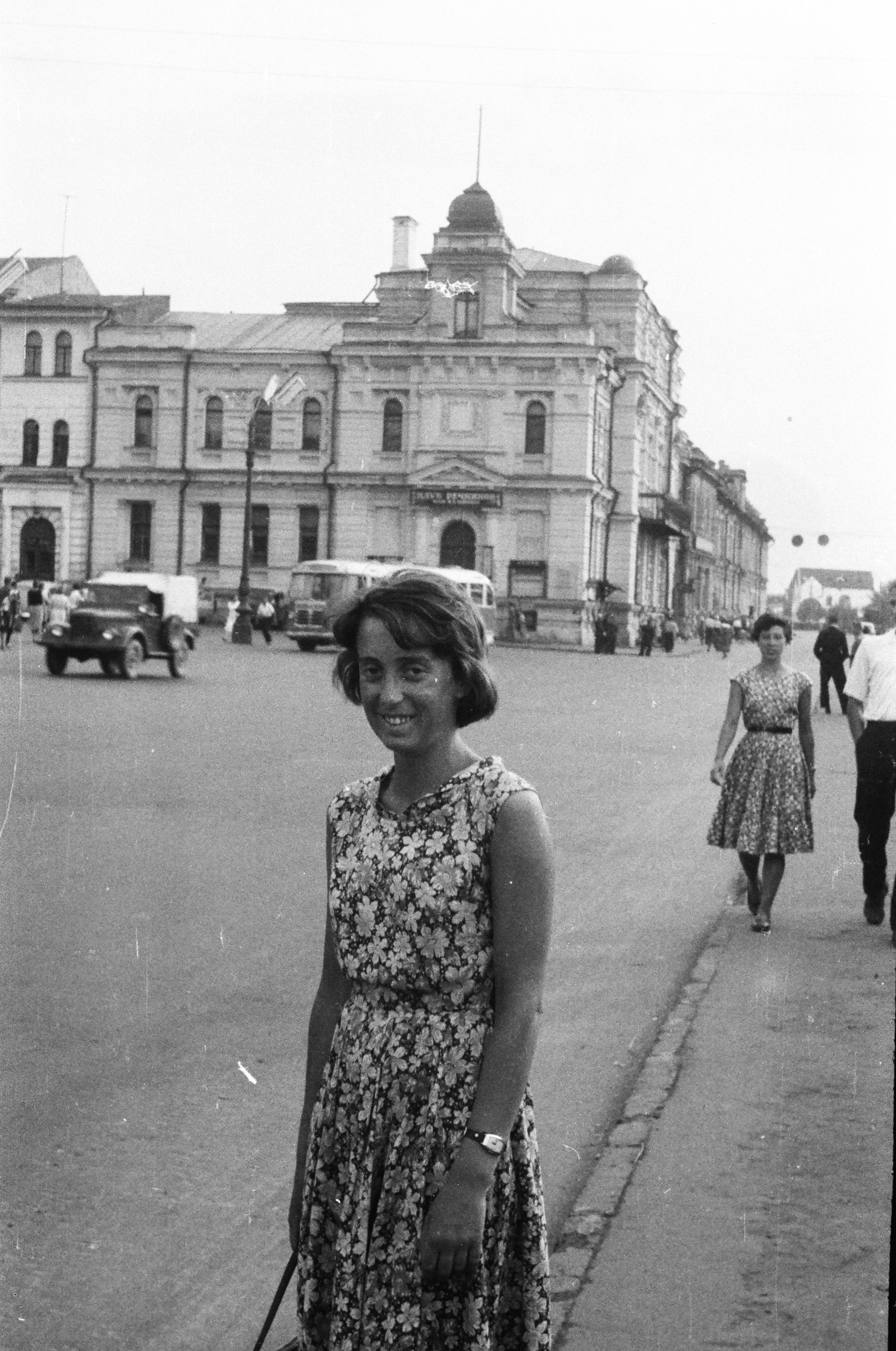
Вид здания с башенкой с флагштоком

К 1878 году основные работы были окончены. 6 сентября 1879 года Блиновский пассаж осмотрел генерал-губернатор Н. П. Игнатьев, в честь которого был дан торжественный завтрак, «и тем совершилось как бы официальное новоселье этого, во всех отношениях замечательного дома». В обширном здании разместились одновременно рестораны, гостиницы, магазины, склады и почтовая контора. Современники в 80-х годах XIX века писали, что при строительстве здания «были претензии на изящество… высота громадная, стёкла зеркальные», на за внешним фасадом скрывались «рогожные кули, бочки с керосином и бакалейным товаром».
Вскоре, по инициативе Фёдора Блинова, в пассаже начала свою деятельность Нижегородская биржа, через некоторое время получившая официальный статус. Деятельность биржи постепенно расширялась и отведённых ей помещений становилось недостаточно, к тому же в пассаже регулярно случались пожары, вскрывшие «множество самых вопиющих недостатков» в планировке здания.
Биржевое общество приняло решение о необходимости строительства собственного дома. Правительство и городские власти отнеслись к идее прохладно. Тогда на помощь пришёл один из представителей второго поколения Блиновых — Асаф Аристархович, предложив построить здание на своём участке недалеко от пассажа и сдать его в аренду обществу. После некоторых сомнений, предложение было принято. На общем собрании 17 апреля 1895 года были одобрены план-фасады здания биржи и чертежи внутренней планировки, составленные по поручению А. А. Блинова московским инженером-архитектором К. В. Трейманом.
Председателю биржевого комитета В. И. Мензелинцеву поручили заключить с А. А. Блиновым контракт на аренду предполагаемого к постройке здания на 24 года, с уплатой за него 4 тыс. рублей в год со дня его полной постройки. Строительные работы развернулись с мая 1895 года, а торжественное открытие состоялось 20 августа 1896 года, во время проведения знаменитой Всероссийской промышленной и художественной выставки 1896 года.
Газеты писали о торжественном открытии: «Новое здание биржи очень красиво. При входе через парадный ход с площади, около самого входа, — помещается телефон и будущий телеграф, тут же помещения главных агентств „Коммерческого“ и „Русского“. Прямо от входа — зал с хорами, двухсветный, налево от входа — ряд маклерских контор и с противоположной стороны от входа — контора старшего биржевого маклера П. И. Лелькова. При выходе из зала наверх, на первой площадке — помещения Общества вспоможения частному служебному труду, контора нотариуса Афанасьева, канцелярия биржевого комитета и зал для заседаний, на самом верху ресторан Филимонова с ходом на башенку, откуда открывается чудный вид на Волгу и Заволжье. В нижнем этаже здания помещается чайная для лиц служебного персонала».
Однако, здание строилось крайне спешно и вскоре обнаружилось много недостатков в постройке и помещениях, холодных и сырых, вследствие постройки биржи на извести, а не на цементе. Потребовался сложный ремонт, не принёсший должных результатов. Арендованное у Блиновых здание признали малоудобным, что негативно сказывалось на развитии деятельности и торговых оборотах биржи.
Биржевое общество снова вернулось к вопросу о собственном здании. Предлагалась идея выстроить новое, на той же Софроновской площади. Общество пыталось склонить городские власти на свою сторону, играя на патриотических чувствах, предложив назвать новое здание «Домом в память торгового человека, гражданина Минина». Но из затеи ничего не получилось. Биржа оставалась в здании до начала Первой мировой войны. 8 ноября 1914 года в нём открыли военный лазарет, а биржа переместилась в пассаж Блиновых.
Здание в основном сохранило своё изначальное архитектурно-художественное решение, утеряна лишь башенка с флагштоком над центральным входом.